# Vanja Radovanović

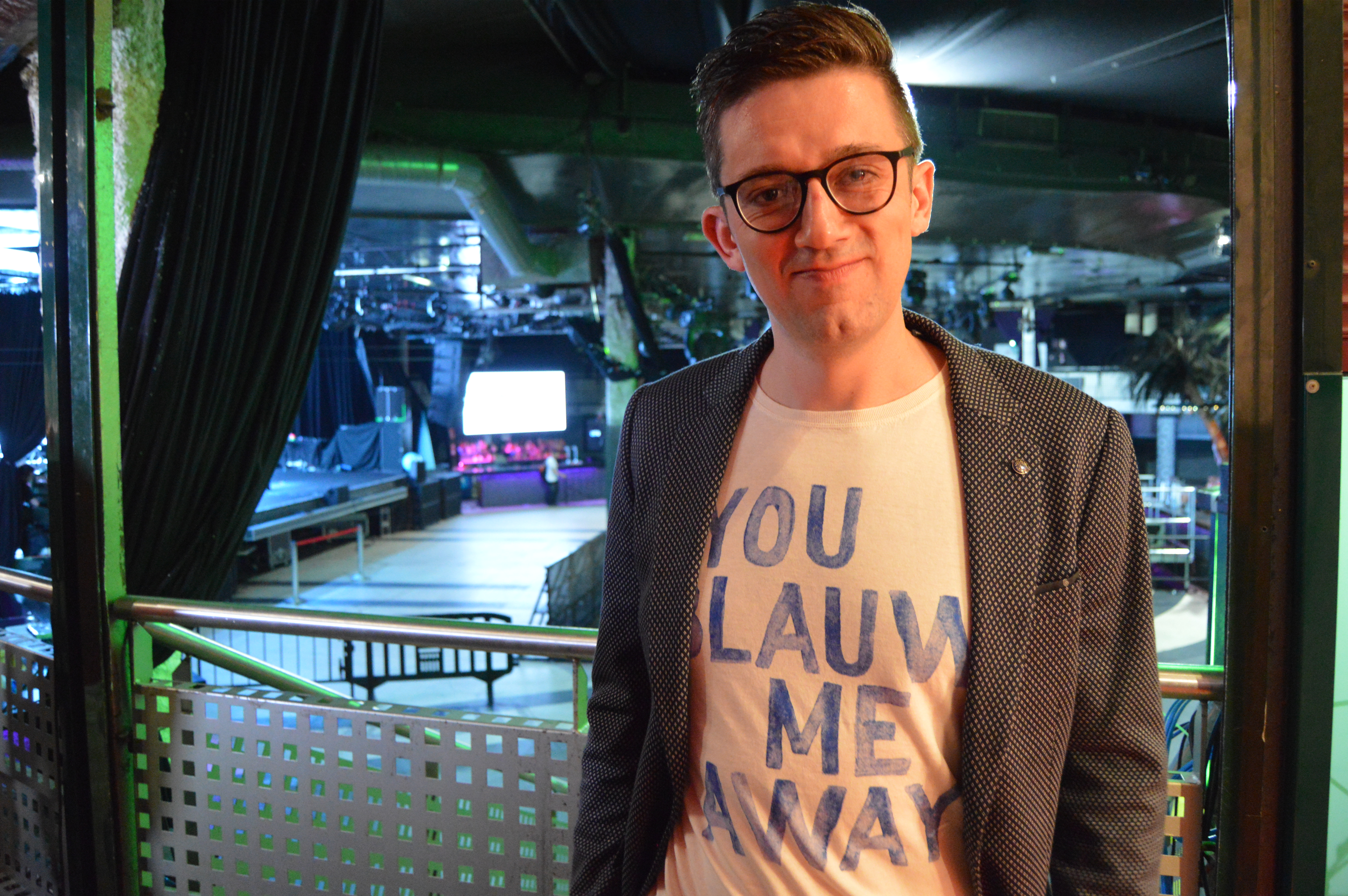
Vanja Radovanović bei der Eurovision Spain PreParty (2018)

Vanja Radovanović (* 28. Oktober 1982 in Belgrad, Sozialistische Föderative Republik Jugoslawien) ist ein montenegrinischer Sänger und Komponist.

## Leben
Vanja Radovanović wurde in Belgrad geboren und studierte Volkswirtschaft. 2004 nahm er am Budna Musik Festival in Montenegro teil und gewann mit dem Song Dripac den Preis für den besten Newcomer. Er war dort auch noch für einen weiteren Preis nominiert, kam aber nur auf Platz 2, hinter der späteren ESC-Gewinnerin Marija Šerifović.
Bereits 2006 nahm er am serbisch-montenegrinischen Vorentscheid für den Eurovision Song Contest 2006, den er allerdings nicht für sich entscheiden konnte, teil. 2008 veröffentlichte er das Album Pričaj Dodirom, das später zu einem der meistverkauften Montenegros wurde.
2018 gewann er mit dem Titel Inje das Festival Montevizija und durfte sein Heimatland im Mai 2018 beim Eurovision Song Contest in Lissabon vertreten, wo er jedoch im zweiten Halbfinale ausschied. Obwohl Radovanović eher Popmusik, beispielsweise als Mitglied der Band VIII2, singt, ist Inje eine traditionelle montenegrinische Balkanbalade, um Montenegros Traditionen widerspiegeln zu können.
Vanja Radovanović ist verheiratet und lebt mit seinen beiden Kindern in Belgrad.